# Ole Byriel
Ole Byriel (nascido em 3 de janeiro de 1958) é um ex-ciclista dinamarquês. Nos Jogos Olímpicos de Los Angeles 1984, Byriel competiu e não conseguiu completar a prova de estrada.